# Ђон
Ђон (тур. gön — штављена кожа) доњи је део сваке ципеле, који долази у контакт са подлогом. Служи да заштите ногу од хладноће, топлоте, неравних површина, оштрих објеката и других утицаја подлоге. Постоје различити типови ђонова:
- кожни ђон — потамњује у контакту са сунцем. Користе се за плесну обућу. Хаба се услед честе употребе и захтева поправке и често се врши пенџетирање гуменим додацима
- гумени ђон је флексибилан водоотпоран и лак за одржавање.
- синтетички ђон је савитљив, лак за одржавање, али клизави
- дрвени ђон (нануле и кломпе)

Постоји више начина да се горњи део ципеле повеже са ђоном: лепљењем, ушивањем, код савитљиве, најчешће кућне обуће и пресовањем или стапањем, код спортске обуће.
Удобне ципеле за ношење најчешће имају савитљив ђон, који најбоље амортизује ударце стопала о подлогу и најбоље прати покрете стопала. С друге стране, ако је ђон исувише мекан, он дозвољава претеране бочне покрете, који временом могу изазвати кривљење стопала према унутра или споља. Ђонови показују какав је ход, после неколико месеци ношења, одређени делови ђонова се тање. Ти делови откривају тачке ослонца и неправилности у распореду тежине при ходању.